# Dual (álbum de India Martínez)
Dual es el sexto álbum de estudio de la cantante India Martínez. Un álbum que salió a la venta el 21 de octubre de 2014, y es un disco de duetos de toda su carrera la mayoría inéditos, convirtiéndolo en número 2 a él, y fue todo un éxito Olvide Respirar con David Bisbal.

## Lista de canciones
1. 1.Corazón hambriento - con Abel Pintos
2. 2.Olvidé respirar - con David Bisbal
3. 3.Loco - con Enrique Iglesias
4. 4.Niño sin miedo - con Ron Rachid Taha - versión pop
5. 5.Dime que será - con Pitingo
6. 6.90 minutos - con Vanesa Martín
7. 7.Vencer ao amor - con Paulo Gonzo
8. 8.No deben marchitar - con Carlos Rivera
9. 9.Cuando tus ojos me miran - con Franco de Vita
10. 10.Naturaleza - con Estopa
11. 11.Guía de mi luz - con David DeMaría
12. 12.Déjame soñar - con Ricardo Montaner
13. 13.Si me ves - con Manuel Carrasco

[Christmas bonus tracks]
1. 14.Mi mejor regalo eres tú - con Maldita Nerea
2. 15.La estrella de la Navidad - con Salvador Beltrán

## Posicionamiento

### Semanales
| País/Continente | Ranking         | Primera semana | Posición de ingreso | Mejor posición | Semanas en la mejor posición | Semanas en el ranking | Última semana |
| --------------- | --------------- | -------------- | ------------------- | -------------- | ---------------------------- | --------------------- | ------------- |
| Europa          |                 |                |                     |                |                              |                       |               |
| España          | Top 100 álbumes | 26/10/2014     | 2                   | 2              | 1                            | 78                    | 04/09/2016    |

- Datos: Q42906333